# Visual Shock Vol. 4.0 破滅に向かって On The Verge Of Destruction
Visual Shock Vol. 4.0 破滅に向かって On The Verge Of Destruction è un concerto live degli X Japan. Pubblicato nel 1992, il cofanetto contiene due videocassette, un booklet rigido e una versione replica del pass del concerto, svoltosi al Tokyo Dome il 7 gennaio del 1992. Nel 2001 venne ristampato in formato DVD.

## Tracce
- vol.1

1. World Anthem (S.E.)
2. Silent Jealousy
3. Sadistic Desire
4. Desperate Angel
5. Standing Sex
6. Week End
7. Drum Solo
8. HIDEの部屋
9. Voiceless Screaming
10. Piano Solo
11. Es Durのピアノ線
12. Unfinished

- vol.2

1. Celebration
2. オルガスム
3. 紅
4. Joker
5. X
6. Endless Rain
7. Say Anything & Endless Rain (Closing S.E.)

## Formazione
- Toshi - voce
- TAIJI - basso
- PATA - chitarra
- Hide - chitarra
- Yoshiki - batteria, pianoforte